# Namiot ścianowy
Namiot ścianowy (inaczej platforma ścianowa, portaledge lub portelaż) – specyficzny rodzaj namiotu służący do biwakowania podczas przebywania długich dróg wspinaczkowych. Po zdjęciu ścianek zewnętrznych tworzy platformę z której można asekurować wspinającą się osobę, odpoczywać czy też przygotowywać posiłki.